# Progress Quest
Progress Quest est un jeu vidéo développé par Eric Fredricksen et sorti en 2002. Considéré comme l'un des précurseurs du jeu incrémental, Progress Quest simule la progression d'un personnage au sein d'un univers parodiant le jeu de rôle en ligne massivement multijoueur, principalement EverQuest. Le joueur n'effectue aucune action une fois passée la création du personnage ; l'interface du jeu présente les différentes quêtes remplies, les objets obtenus et l'expérience acquise.

## Synopsis
Le jeu se déroule dans un univers de fantasy parodiant les caractéristiques scénaristiques stéréotypées présentes dans le jeu de rôle en ligne massivement multijoueur. L'aventure a lieu alors que le jeune Grumdrig fait son retour à Horbug. De façon inexpliquée, plusieurs Roilwachhs témoignent d'un vif intérêt pour le garçon. Grumdrig ressent un fort pressentiment quand Paedri fait son entrée avec un Scrolstamp du vieux Speldrig.

## Système de jeu
Progress Quest rend compte de la progression d'un personnage au sein d'un univers parodiant le jeu de rôle en ligne massivement multijoueur, principalement EverQuest qui était réputé pour ses quêtes longues et répétitives. Le joueur n'effectue aucune action passée la création du personnage, la progression est visualisée par différentes barres de chargement qui se remplissent automatiquement : le personnage poursuit des quêtes, tue des monstres, obtient du loot et passe des niveaux. La progression est sauvegardée automatiquement quand la fenêtre de jeu est fermée. Le « joueur » est observateur de l'avancée du personnage et peut lire les actions effectuées sur l'interface graphique qui participe ainsi à une forme de narration. En raison de cette quasi absence d'interactivité, Progress Quest a été qualifié de « RPG se jouant de lui-même ».

## Développement
Progress Quest est sorti dans sa première version en 2002, il est développé par Eric Fredricksen. Jusqu'en 2010 il est nécessaire de télécharger le jeu pour pouvoir y jouer ; à partir de juillet 2010, il est possible d'y jouer sur navigateur. En mai 2011, le code source du jeu est mis en ligne. L'ajout d'un effet d'ombre sur les barres de chargement a incité les utilisateurs à surnommer le jeu Progress Quest 3D de façon ironique.

## Accueil et postérité
Malgré l'absence d'interactivité, le jeu a été relativement apprécié à sa sortie même si le concept surprend : Progress Quest a été comparé à un Football Manager en version RPG, c'est-à-dire un jeu offrant la même progression qu'un véritable RPG, les graphismes en moins.
Progress Quest est considéré comme l'un des précurseurs du jeu incrémental qui se caractérisent par l'interactivité très limitée et l'avancement automatique du jeu. La dimension parodique assumée du jeu ainsi que la réduction par l'absurde dans le retrait de toutes les mécaniques de jeu a trouvé des répercussions au cours des années 2000 avec la création de Cow Clicker en 2006 et Progress Wars en 2010,. Il s'agit également d'une inspiration déclarée du jeu pour mobile Fallout Shelter sorti en 2015.